# اسکرابز (مجموعه تلویزیونی)
اسکرابز (انگلیسی: Scrubs) یک مجموعهٔ کمدی موقعیت آمریکایی ساختهٔ بیل لارنس است که از ۲ اکتبر ۲۰۰۱ تا ۱۷ مارس ۲۰۱۰ ابتدا از شبکه ان‌بی‌سی و سپس از شبکه ای‌بی‌سی پخش شد. این مجموعه در مورد کارکنان یک بیمارستان آموزشی تخیلی به نام بیمارستان قلب مقدس است. این مجموعه در سال ۲۰۰۶ برنده جایزه پیبادی شد.

## بررسی کوتاه
اسکرابز در هشت فصل نخست بر نگاه شخصت اصلی و راوی داستان دکتر جان مایکل «جی.دی.» دوریان تمرکز دارد. در فصل نهم داستان به‌وسیله شخصیت اصلی جدید لوسی بنت روایت می‌شود. هر قسمت دارای چندین خط داستانی است که به‌وسیله روایتگری‌ها و خیال‌بافی‌های جی.دی. به‌صورت موضوعی به یکدیگر مرتبط می‌شوند. بیل لارنس دربارهٔ آن می‌گوید: «تصمیم ما این بود اگر قرار است از صدای زک استفاده کنیم به‌جای اینکه از یک روایتگری یکنواخت استفاده کنیم همه چیز را از نگاه جی.دی. انجام دهیم. این مسئله باعث دسترسی به یک روش ارتباط نمایشی شد که بسیاری از ما به‌عنوان نویسندگان کمدی به آن عادت نداشتیم.»
در صحنه به بازیگران این شانس داده می‌شد که بداهه‌پردازی کنند و سازنده مجموعه بیل لارنس این مسئله را تشویق می‌کرد. نیل فلین و زک برف بداهه‌پردازان اصلی بودند.
عنوان انگلیسی بیشتر قسمت‌ها در هشت فصل نخست با کلمه "My" شروع می‌شود. به این ترتیب ترجمه آن‌ها با کلمه «من» تمام می‌شود. بیل لارنس می‌گوید دلیل این است که هر قسمت نوشتن دکتر جان دوریان در دفترچه خاطراتش را نشان می‌دهد (این نکته در یادداشت‌گذاری بر روی قسمت «قهرمان من» در دی‌وی‌دی قصل اول آشکار شد). تعداد کمی از قسمت‌ها از نگاه شخصیت‌های دیگر روایت می‌شوند که عنوان آنها به‌صورت «داستان او» (در انگلیسی "His Story" و "Her Story") است. در ابتدا و انتهای این قسمت‌ها جی.دی. مدت کوتاهی صحبت می‌کند اما بخش اصلی آن‌ها شامل روایتگری داخلی آن شخصیت‌ها است. انتقال مسئولیت روایتگری معمولاً در لحظه یک برخورد فیزیکی بین دو شخصیت روایتگر رخ می‌دهد. از فصل نه عنوان‌های انگلیسی با کلمه "Our" شروع می‌شوند، چرا که تمرکز از نگاه جی.دی. به یک گروه جدید از دانشجویان پزشکی منتقل شده‌است. وبیزودهایی که در کنار فصل هشت قرار می‌گرفتند نیز به‌صورت مشابهی نامگذاری می‌شدند و دارای کلمه "Our" بودند.

## بازیگران و شخصیت‌ها
هفت بازیگر اصلی در فصل‌های یک تا هشت حضور داشتند و تعداد زیادی شخصیت دیگر در مجموعه حضور مکرر داشتند. در فصل نهم بسیاری از بازیگران اولیه نقش دائمی خود را ترک کردند و چهار شخصیت جدید به مجموعه بازیگران اصلی اضافه شد.
- زک برف نقش جان مایکل «جی.دی.» دوریان را بازی می‌کند. جی.دی. نقش اول و روایتگر مجموعه است.
- سارا چالک نقش الیوت رید را بازی می‌کند. الیوت در ابتدای مجموعه اینترن است و در ادامه به سراغ بخش خصوصی می‌رود.
- دونالد فایسون نقش کریستوفر ترک را بازی می‌کند. ترک جراح و بهترین دوست جی.دی. است.
- نیل فلین نقش نظافتچی بیمارستان را بازی می‌کند.
- کن جنکینز نقش باب کلسو را بازی می‌کند. باب کلسو در هفت فصل نخست مدیر ارشد بیمارستان است که در نهایت بازنشسته می‌شود. او در فصل نهم به تدریس پزشکی مشغول می‌شود.
- جان کریستوفر مک‌گینلی نقش پری کاکس را بازی می‌کند. دکتر کاکس اتند است که در فصل هشتم مدیر ارشد بیمارستان می‌شود.
- جودی ریس نقش کارلا اسپینوزا را بازی می‌کند. کارلا سرپرستار بیمارستان است.

## قسمت‌ها
لیست فصل‌های سریال اسکرابز به همراه تعداد قسمت‌ها و میانگین تعداد بینندگان در جدول زیر آمده‌است.
| فصل | قسمت‌ها | قسمت‌ها | تاریخ اصلی روی آنتن رفتن | تاریخ اصلی روی آنتن رفتن | تاریخ اصلی روی آنتن رفتن | میانگین تعداد بینندگان (میلیون) | رتبه |
| فصل | قسمت‌ها | قسمت‌ها | اولین بار                | آخرین بار                | شبکه                     | میانگین تعداد بینندگان (میلیون) | رتبه |
| --- | ------ | ------ | ------------------------ | ------------------------ | ------------------------ | ------------------------------- | ---- |
| ۱   | ۲۴     | ۲۴     | ۲ اکتبر ۲۰۰۱             | ۲۱ مه ۲۰۰۲               | ان‌بی‌سی                   | ۱۱٬۲۰                           | #۳۸  |
| ۲   | ۲۲     | ۲۲     | ۲۶ سپتامبر ۲۰۰۲          | ۱۷ آوریل ۲۰۰۳            | ان‌بی‌سی                   | ۱۵٬۹۴                           | #۱۴  |
| ۳   | ۲۲     | ۲۲     | ۲ اکتبر ۲۰۰۳             | ۴ مه ۲۰۰۴                | ان‌بی‌سی                   | ۱۰٬۴۱                           | #۴۳  |
| ۴   | ۲۵     | ۲۵     | ۳۱ اوت ۲۰۰۴              | ۱۰ مه ۲۰۰۵               | ان‌بی‌سی                   | ۶٬۹۰                            | #۸۸  |
| ۵   | ۲۴     | ۲۴     | ۳ ژانویه ۲۰۰۶            | ۱۶ مه ۲۰۰۶               | ان‌بی‌سی                   | ۶٬۴۰                            | #۹۸  |
| ۶   | ۲۲     | ۲۲     | ۳۰ نوامبر ۲۰۰۶           | ۱۷ مه ۲۰۰۷               | ان‌بی‌سی                   | ۶٬۴۱                            | #۸۷  |
| ۷   | ۱۱     | ۱۱     | ۲۵ اکتبر ۲۰۰۷            | ۸ مه ۲۰۰۸                | ان‌بی‌سی                   | ۶٬۳۸                            | #۱۱۵ |
| ۸   | ۱۹     | ۱۹     | ۶ ژانویه ۲۰۰۹            | ۶ مه ۲۰۰۹                | ای‌بی‌سی                   | ۵٬۵۴                            | #۱۰۶ |
| ۹   | ۱۳     | ۱۳     | ۱ دسامبر ۲۰۰۹            | ۱۷ مارس ۲۰۱۰             | ای‌بی‌سی                   | ۳٬۷۹                            | #۱۱۶ |

## تولید
شروع این نمایش تقریباً بر مبنای تجربیات دکتر جاناتان دوریس رزیدنت داخلی در مدرسه پزشکی براون (در شهر پراویدنس در ایالت رود آیلند) است که الهام‌بخش سازنده نمایش بیل لارنس دوست دوران تحصیل او بود.
این مجموعه به‌وسیله ای بی سی تولید می‌شد اما به‌وسیله رقیب آن ان‌بی‌سی پخش می‌شد. به گفته بیل لارنس این شیوه حداقل در سال ۲۰۰۷ غیرمعمول بود. همچنین لارنس تأیید کرده بود که اگر ای بی سی فصل هفتم را پخش نمی‌کرد ان بی سی پخش آن را به عهده می‌گرفت.

### مشاوران پزشکی
نویسندگان اسکرابز با تعدادی مشاوران پزشکی از جمله دکتر جاناتان دوریس، جان ترک و دالی کلاک کار می‌کردند. از اسم این مشاوران برای ساختن اسامی شخصیت‌های جان دوریان، کریس ترک و مالی کلاک (که نقش آنها را به ترتیب زک برف، دونالد فایسون و هدر گراهام بازی می‌کنند) استفاده شده‌است. دکتر جاناتان دوریس در قسمت آخر فصل هشت (به نام «سرانجام من») یک حضور افتخاری داشت که در آنجا دکتری بود که به جی.دی. «آدیوس» می‌گوید. سازنده مجموعه گفته‌است که تمام داستان‌های پزشکی به وسیله پزشکان واقعی به آنها داده شده‌است و اسم آن دکترها در نمایش استفاده می‌شده‌است. مجموعه هیچگاه از اسامی بیماران استفاده نکرده‌است اما لارنس و نویسندگان همیشه اطمینان حاصل کرده‌اند که اسامی پزشکان در قسمت‌ها استفاده شود.

## بازخورد

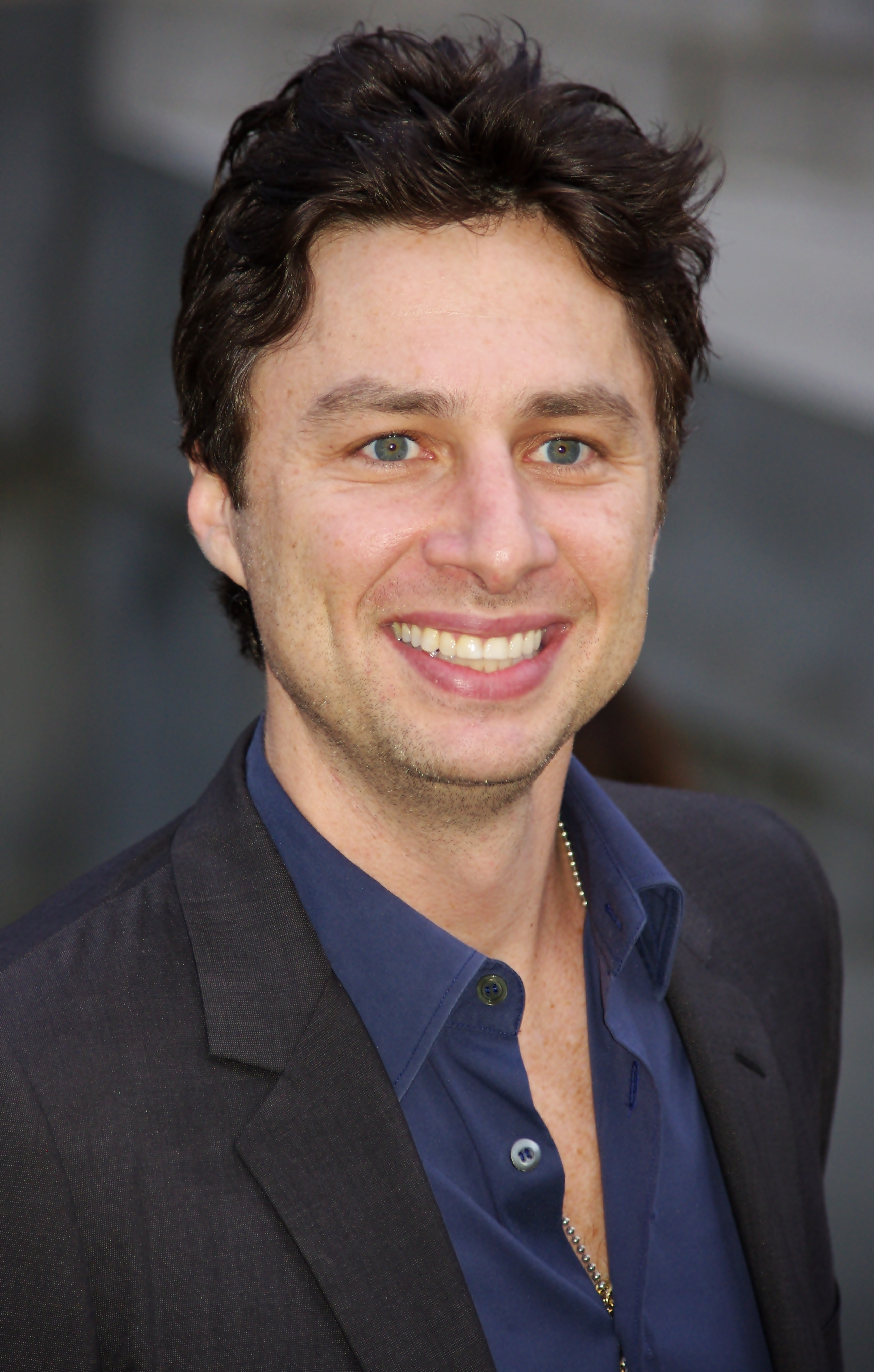
اجرای زک برف در نقش جی.دی. مورد تحسین منتقدان قرار گرفت و برای او یک نامزدی جوایز امی و سه نامزدی جوایز گلدن گلوب را به ارمغان آورد.

### بازخورد منتقدان

#### هشت فصل اول
اسکرابز در جریان فصول یک تا هشت از نظر انتخاب بازیگر، شخصیت‌ها و طنز (مخصوصاً قسمت‌های مربوط به خیال‌بافی‌های جی. دی) مورد تحسین منتقدان قرار می‌گرفت. آی‌جی‌ان به فصل اول نمره کامل ۱۰ را داد و به هفت فصل بعدی به ترتیب نمرات ۹، ۹، ۹، ۸، ۷٬۵، ۸٬۳ و ۷٬۵ را داد.
حقیقت در مورد پرستاری که واقعی بودن مجموعه‌های پزشکی را بررسی می‌کند به اسکرابز امتیاز پرستاری ۱٬۵ از ۴ را داد ولی امتیاز هنری آن را ۳ از ۴ تعیین کرد.
وبگاه متاکریتیک فقط به فصل‌های هشت و نه اسکرابز یک میانگین نمره اختصاص داده‌است که امتیاز فصل هشتم ۷۹ از ۱۰۰ است که بر مبنای فقط چهار بازبینی است که همگی مثبت هستند و نشان‌دهنده «بازخوردهای به‌صورت کلی مطلوب» است.

#### فصل نهم
فصل نهم بازخوردهای متفاوتی را دریافت کرد و بسیاری از منتقدان انتخاب بازیگران جدید را مورد انتقاد قرار دادند. این فصل در متاکریتیک نمره ۶۴ از ۱۰۰ را دریافت کرد که نشان‌دهنده «بازخوردهای به‌صورت کلی مطلوب» است.
بلاگ‌کریتیکس به فصل نهم بازخوردی ترکیبی داده‌است که در آن بازیگران جدید مورد انتقاد واقع شده‌اند اما اجرای بازیگران مجموعه اولیه تحسین شده‌است.

### جوایز و نامزدی‌ها
اسکرابز ۱۷ بار نامزد دریافت جوایز امی در بخش‌هایی همچون انتخاب بازیگر، فیلم‌برداری، کارگردانی، تدوین فیلم و نویسندگی شده‌است اما فقط دو بار جایزه را دریافت کرده‌است.